# Axel De Meester
Axel De Meester is een personage in de VTM-televisieserie Familie, gespeeld door Bram Van Outryve.

## Overzicht
Axel is een jonge, getalenteerde modeontwerper. Aanvankelijk werkt hij voor F@C, een confectieketen waarin zijn moeder Caroline al jaren de trouwe rechterhand is van eigenaar Gilbert Vandersmissen. Axel heeft altijd al geweten dat zijn moeder en Gilbert een verhouding hadden, maar maakte hier nooit problemen van. Met zijn echte vader heeft Axel nauwelijks contact.
Tijdens een samenwerking tussen F@C en MVM ontdekt Veronique Van den Bossche het talent van Axel. Ze probeert hem ervan te overtuigen voor hem te komen werken, maar Caroline is hier niet over te spreken. Uiteindelijk wordt toch een akkoord bereikt; in ruil voor Axel wil Veronique het succesvolle project met F@C een vervolg geven.
Wanneer de Van den Bossches een holding oprichten, wordt MVM omgedoopt tot VDB Fashion en blijft Axel er hoofdontwerper. Hij raakt bijzonder goed bevriend met Evy Hermans, die als secretaresse van VDB Technics onder hetzelfde dak werkt. Het lijkt zelfs alsof hij een oogje op haar heeft.
Na de dood van Caroline kan Axel het niet langer opbrengen om in de omgeving van de Van den Bossches te blijven werken. Hij geeft uiteindelijk zijn ontslag.